# Людвиг V (ландграф Гессен-Дармштадта)
Людвиг V Гессен-Дармштадтский (нем. Ludwig V. von Hessen-Darmstadt; 24 сентября 1577, Дармштадт — 27 июля 1626, близ Рейнфельса) — ландграф Гессен-Дармштадта. За преданность императору Священной Римской империи получил прозвище «Верный».

## Биография
Людвиг — сын ландграфа Георга I Гессен-Дармштадтского и его первой супруги Магдалены Липпская, дочери Бернгарда VIII Липпского. После смерти 7 февраля 1596 отца Людвиг правил в Гессен-Дармштадте вместе со своими братьями Филиппом и Фридрихом. Выплатив братьям компенсацию, он вскоре стал единоличным правителем в ландграфстве.
После смерти бездетного Людвига IV Гессен-Марбургского в 1604 году Людвиг унаследовал половину Гессен-Марбурга. Ландграф Гессен-Касселя Мориц, унаследовавший вторую половину Гессен-Марбурга, проводил там кальвинистскую Реформацию, что противоречило завещанию Людвига IV, и на этом основании Людвиг V стал претендовать на все земли Гессен-Марбурга. Во время Тридцатилетней войны это привело к серьёзным столкновениям между Людвигом, который несмотря на своё протестантское вероисповедание поддерживал императора, и Морицем, поддерживавшим протестантов. В начале войны Людвигу удавалось сохранять нейтралитет Гессен-Дармштадта, но после нападения Кристиана Брауншвейгского на Верхний Гессен в 1621 году он открыто встал на сторону императора Фердинанда. За верность император, победивший в битве при Вимпфене в 1622 году, передал Людвигу все земли Гессен-Марбурга, власть над которыми Людвиг сохранил вплоть до своей смерти. Некоторое время в 1622 году Людвиг пробыл в плену у протестантов. На Регенсбургском сейме 1623 года он единственным из реформированных князей голосовал за жёсткие меры против Евангелической унии и курфюрста Пфальца Фридриха. Людвиг умер в 49 лет во время осады крепости Рейнфельс в обещанном ему графстве Катценельнбоген.
Когда в 1605 году ландграф Мориц ввёл в Марбургском университете кальвинизм, несколько преподававших в нём протестантских теологов переехали в Гисен к ландграфу Людвигу. 19 мая 1607 года Людвиг получил от императора Рудольфа патент на открытие в Гисене университета.

## Потомки
Людвиг V женился 14 июня 1598 в Берлине на Магдалене Бранденбургской, дочери курфюрста Иоганна Георга. У них родились:
- Елизавета Магдалена (1600—1624), замужем за герцогом Людвигом Фридрихом Вюртемберг-Монбельярским (1586—1631)
- Анна Элеонора (1601—1659), замужем за герцогом Георгом Брауншвейг-Люнебургским (1582—1641)
- Мария (1602−1610)
- София Агнесса (1604—1664), замужем за пфальцграфом Иоганном Фридрихом Пфальц-Гильпольтштейнским (1587−1644)
- Георг II (1605—1661), ландграф Гессен-Дармштадта, женат на Софии Элеоноре Саксонской (1609—1671)
- Юлиана (1606—1659), замужем за Ульрихом II Ост-Фрисландским (1605—1648)
- Амалия (1607—1627)
- Иоганн (1609—1651), ландграф Гессен-Браубаха, женат на графине Иоганетте фон Сайн-Витгенштейн (1626—1701)
- Генрих (1612—1629)
- Гедвига (1613—1614)
- Людвиг (1614)
- Фридрих (1616—1682), кардинал, князь-епископ Бреславльский

У Людвига также был внебрачный сын Людвиг фон Гёрнигк (1600—1667).